# Steve McMichael
Stephen Douglas McMichael (Houston, Estados Unidos, 17 de octubre de 1957-Chicago, Estados Unidos, 23 de abril de 2025), más conocido como Steve McMichael, fue un jugador profesional de fútbol americano y luchador estadounidense. Se desempeñó en la posición de defensive tackle en la National Football League (NFL). Es parte del Salón de la Fama del Fútbol Americano Profesional.

## Carrera
McMichael jugó como profesional una temporada en New England Patriots (1980), después pasó a Chicago Bears (1981-1993), luego a Green Bay Packers, donde jugó una temporada (1994), y fue el equipo en el que se retiró.

## Reconocimiento
El 17 de enero de 2024, fue seleccionado para ser miembro del Salón de la Fama del Fútbol Americano Profesional.

## Fallecimiento
Murió de esclerosis lateral amiotrófica el 23 de abril de 2025 a los 67 años.